# Theodor Ewald
Theodor Ewald (egtl. Alfred Theodor Ewald) (19. juli 1874 på Frederiksborg Slot – 29. juni 1923 i Nykøbing Sjælland) er søn af forfatteren H.F. Ewald og hustru Julie Caroline Ewald, f. Øst, og broder til Carl Ewald.
Student fra Nørrebros Latinskole 1892, debut som forfatter med digtsamlingen "Bavner og Blus" 1894.
Skrev flere romaner og fortællinger, bl.a. en serie historiske romaner over de "Danske Dronninger uden Krone" som storebroderen Carl ikke nåede at skrive om før sin død. Virkede desuden som oversætter.

## Værker
- Bavner og Blus (1894, digte)
- Mænd og raske Drenge (1899, fortælling)
- Hallingerne: Faderen – Sønnen – Moderen (1901, roman)
- Frigjort. Et Ægteskabs Historie (1902, roman)
- Cæcilie Jakobsdatter. Historisk Roman fra Erik af Pommerns tid (1911, roman)
- Edele Jernskjæg. Historisk Roman fra kong Hans' Tid (1911, roman. Også som Jomfruen fra Ellinge1918)
- Fru Dannemand. Historisk roman fra Frederik den Sjettes tid (1911, roman)
- Støvlet Cathrine. Historisk roman fra Christian den Syvendes tid (1911, roman)
- Klaus Ridder: en Historie om Smeden i Blæsebælle, der vandt Prinsessen og det halve Kongerige, men ikke var fornøjet endda (1915, roman)
- Lavrids Vestenis Lykke: historisk Roman (1918, roman)
- Kongens Drabanter (1920, roman)
- Kærlighed ved Balletten (1922, roman)
- Kongelig Kærlighed (1924, roman)

Sammen med H. F. Ewald:
- En Slægts Historie gennem et Aarhundrede: Johann v. Ewald, Carl v. Ewald, H. F. Ewald (1905, om slægten Ewald i Danmark i hundrede år)